# Коларово (Благоевград)
Коларово је насељено место у општини Петрич у области Благоевград, Бугарска. Према попису из 2021. године било је 1.648 становника.
Према бугарском географу и историчару, Василу Канчову, у Коларову је 1900. године живело 1.100 Турака и 130 Словена хришћана. После Балканских ратова турско становништво се иселило а на њихово место су насељене словенске избеглице из села Горњи Порој, Доњи Порој и Липош код Валовишта у грчкој Македонији.